# 大阪市役所
大阪市政府（日语：／ Ōsaka shiyakusho）是日本大阪市的行政機關（地方公共團體），其辦公地點位於大阪市廳舍。大阪市廳舍歷經4代，分別於1899年、1912年、1921年（1982年拆除）、1986年投入使用。

## 関連項目
- 大阪市廳舍（日语：大阪市庁舎）
- 大阪市の不祥事（日语：大阪市の不祥事）
- 大阪市特別顧問（日语：大阪市特別顧問）
- 市営モンロー主義（日语：市営モンロー主義）
- 大阪市警視庁（日语：大阪市警視庁）
- 大阪市史（日语：大阪市史）
- 大阪府廳舍（日语：大阪府庁舎）
- 大阪市议会
- 大阪都構想
- 大阪広域水道企業団（日语：大阪広域水道企業団）
- みおつくし債（日语：みおつくし債）
- 大阪広域環境施設組合（日语：大阪広域環境施設組合）

## 來源
1. ↑  .   [2022-06-28]. （原始内容存档于2016-02-02）.
2. ↑  . 大阪市.   [2022-04-28]. （原始内容存档于2022-05-30） （日语）.

## 外部連結
- 大阪市役所本庁舎のご案内 （页面存档备份，存于） - 大阪市公式サイト